# Иковский сельсовет
Иковский сельсове́т — упразднённые административно-территориальная единица и муниципальное образование со статусом сельского поселения в составе Кетовского района Курганской области России.
Административный центр — село Иковка.
15 марта 2022 года сельсовет был упразднён в связи с преобразованием муниципального района в муниципальный округ.

## История
В соответствии с Законом Курганской области от 6 июля 2004 года № 419 сельсовет наделён статусом сельского поселения.
Законом Курганской области от 25 октября 2017 года N 86, в состав Иковского сельсовета были включены все два населённых пункта упразднённого Чашинского сельсовета (посёлки Илецкий и Чашинский).

## Население
| 1989  | 2002  | 2010  | 2012  | 2013  | 2014  | 2015  |
| ----- | ----- | ----- | ----- | ----- | ----- | ----- |
| 4452  | ↗5453 | ↘4785 | ↗4874 | ↘4866 | ↘4836 | ↘4768 |
| 2016  | 2017  | 2018  | 2019  | 2020  | 2021  |       |
| ↘4746 | ↗4786 | ↘4739 | ↗4797 | ↗4807 | ↘3681 |       |

## Состав сельского поселения
| № | Населённый пункт | Тип населённого пункта       | Население |
| - | ---------------- | ---------------------------- | --------- |
| 1 | Зелёный          | посёлок                      | ↗113      |
| 2 | Иковка           | село, административный центр | ↘3461     |
| 3 | Илецкий          | посёлок                      | ↘6        |
| 4 | Чашинский        | посёлок                      | ↘143      |